# IC 2956
IC 2956 је спирална галаксија у сазвјежђу Лав која се налази на листи објеката дубоког неба у Индекс каталогу.
Деклинација објекта је + 26° 46' 0" а ректасцензија 11h 45m 17,6s. Привидна величина (магнитуда) објекта IC 2956 износи 13,9 а фотографска магнитуда 14,7. IC 2956 је још познат и под ознакама UGC 6729, MCG 5-28-27, CGCG 157-30, PGC 36625.